# ペトロポリス

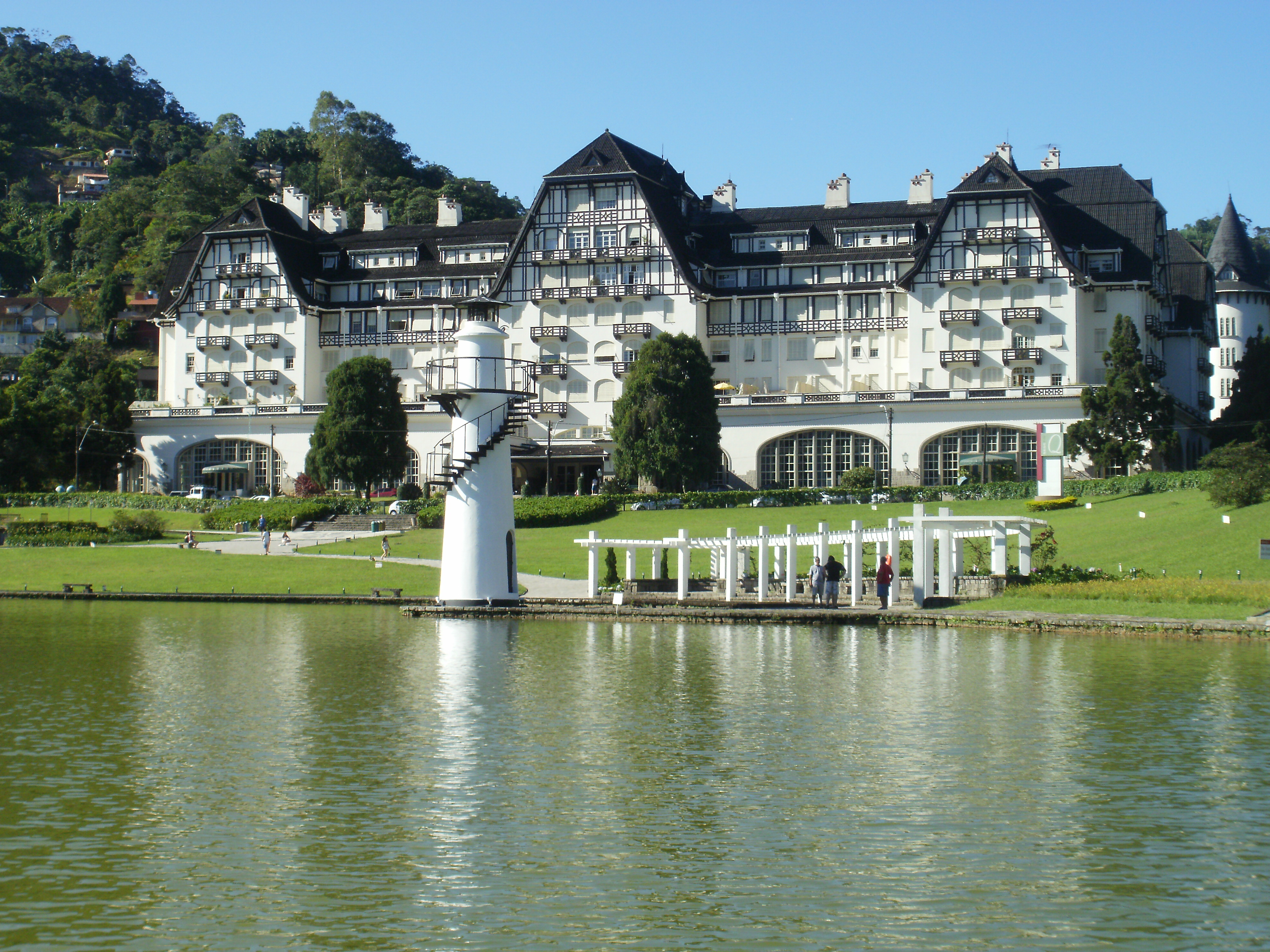
Quitandinha宮殿

ペトロポリス（Petrópolis [peˈtɾɔpolis, pɛ-, -pu-, -liɕ]）はブラジル東南部のリオデジャネイロ州の高原上にある都市。

## 概要
町名は、ブラジル帝国時代の皇帝であるペドロ2世にちなむ。
ペトロポリスは高地に位置するために避暑地として発展し、19世紀にブラジル皇帝の夏の離宮や貴族の別荘が建てられた。1894年から1902年まではリオデジャネイロ州の州都であった。
町へはドイツ人の入植が奨励されたため、教会などの建築にドイツの影響が見られる。1889年の帝政崩壊後もブラジルの歴史上重要な地であり続け、暑いリオデジャネイロを避けて各国の大使館や公使館が立地していた。
20世紀後半になり、ブラジルの首都がリオデジャネイロからブラジリアへ遷都されると、その重要性は低下した。現在も避暑地となっており、ペトロポリス大聖堂や旧宮殿を利用した皇帝博物館などにかつての町の面影が見られる。
ブラガンサ朝の皇室の子孫が居住している。
2022年2月15日、市内で地すべりが発生し58人が死亡した。同日には6時間雨量で1ヶ月の降水量を超える259mmの集中豪雨に見舞われていた。

## 出身著名人
- ペドロ・デ・アルカンタラ - ブラジル皇族
- ルイス・マリア - ブラジル皇族
- ファビオ・ペレイラ・ダ・シウヴァ - サッカー選手
- ラファエウ・ペレイラ・ダ・シウヴァ - サッカー選手
- 野田良之 - 法学者